# Ecosostenibilità
L'ecosostenibilità una pratica ecologista che mira ad effettuare attività che portino beneficio all'ecosistema.
È ecosostenibile ciò che porta ad agire in modo che il consumo sia tale da far ricevere alla generazione successiva la stessa quantità di  risorse che ha ricevuto la generazione precedente. Il rinnovamento delle risorse è al centro del discorso ecosostenibile ed è visto come capacità intrinseca del mondo di trasformarsi in maniera ciclica, capacità che va difesa per non modificare i delicati equilibri terrestri.
Aggettivi come ecosostenibile, ecocompatibile o verde (green) si usano nel marketing per riferirsi a prodotti e servizi, ma anche a leggi, linee guida e politiche, che affermano di produrre un impatto ridotto, minimo o nullo sugli ecosistemi o sull'ambiente. Varie aziende utilizzano questi termini ambigui per promuovere beni e servizi, talvolta con certificazioni aggiuntive più specifiche, come il marchio ecologico (ecolabel). La strategia di comunicazione che sfrutta in modo ingannevole questi concetti è chiamata greenwashing ("ecologismo di facciata" o "ambientalismo di facciata").

## Obiettivi di sviluppo sostenibile
Per raggiungere gli obiettivi di sviluppo sostenibile, alle aziende viene consigliato di adottare processi ecosostenibili nella produzione. In particolare, l'obiettivo 12 di sviluppo sostenibile conta 11 traguardi e 13 indicatori "per garantire consumo e modelli di produzione sostenibili".
L'obiettivo 17 ha tra i suoi traguardi lo sviluppo, trasferimento, promozione e diffusione di tecnologie ecosostenibili per la crescita dei Paesi in via di sviluppo come parte dell'Agenda 2030.

## Standard di sostenibilità
L'Organizzazione internazionale per la normazione ha elaborato gli standard ISO 14020 e ISO 14024 per stabilire principi e procedure per il rilascio di etichette ambientali e linee guida che dovrebbero seguire i certificatori ed eco-etichettatori. In particolare, tali norme riguardano la prevenzione dei conflitti di interesse finanziari, l'uso di metodi scientifici e procedure di prova accettati e apertura e trasparenza nell'impostazione degli standard.

## Moda e stili di vita
La sensibilizzazione nei confronti dell'ambiente fa sì che l'ecosostenibilità approdi anche nella moda, con la moda sostenibile e la moda ecosolidale, favorendo il basso impatto ambientale sia nella creazione dei materiali sia nella produzione e commercializzazione dei capi.

## Varianti regionali

### Europa

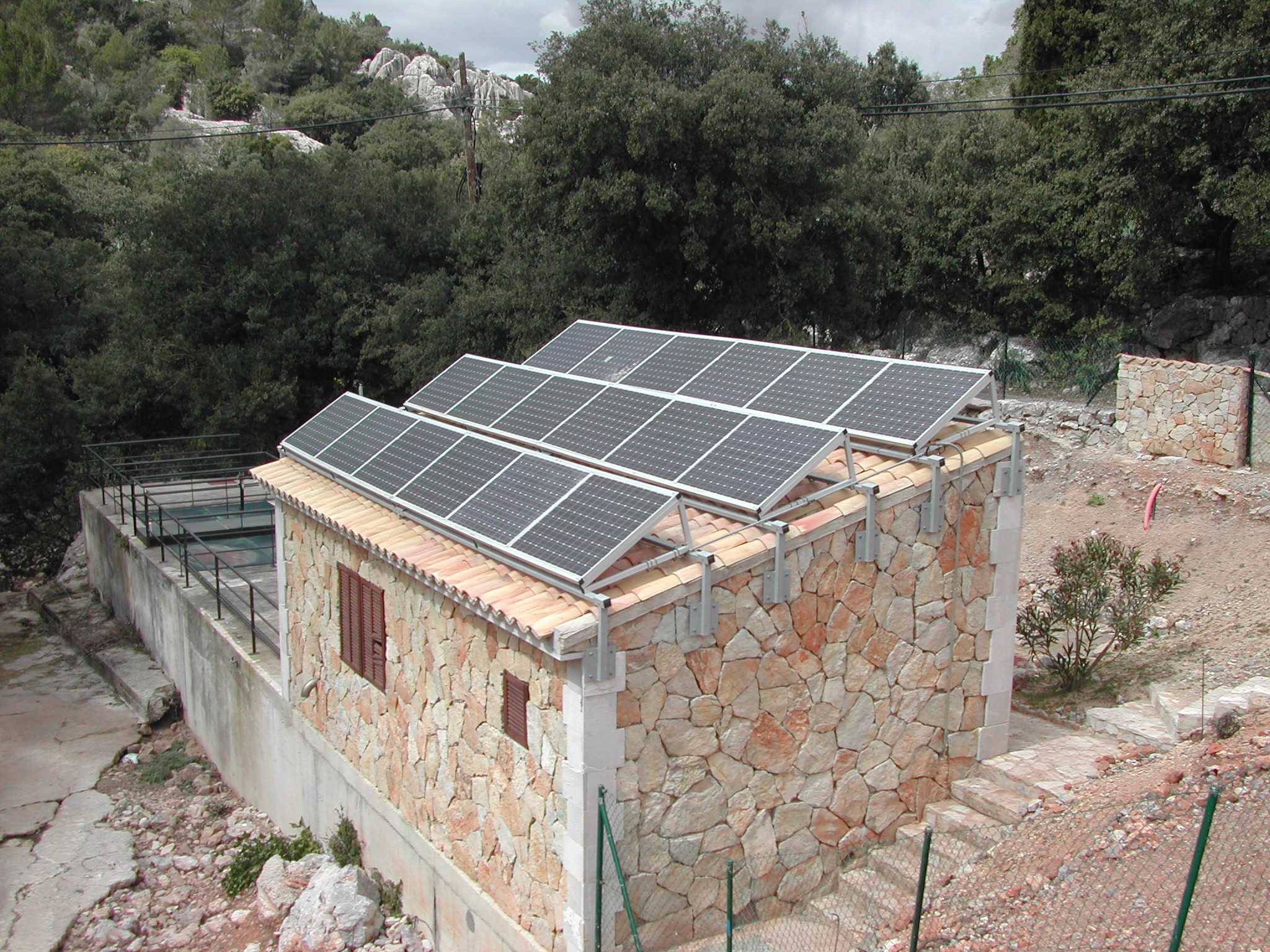
Un impianto di trattamento delle acque reflue che usa energia solare, nel monastero di Lluc nell'isola di Maiorca in Spagna

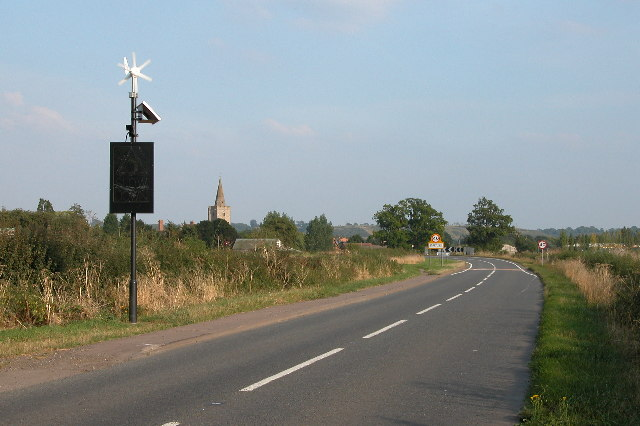
Avviso di velocità ecocompatibile alimentato da energia solare ed eolica

I prodotti presenti negli Stati membri dell'Unione europea possono utilizzare l'Ecolabel europeo. EMAS è un altro marchio ecologico europeo che identifica una gestione verde. La Germania utilizza anche Blue Angel, basata su standard nazionali.

### America settentrionale
Negli USA le affermazioni del marketing ambientale richiedono cautela. Espressioni ambigue come environmentally friendly (ecosostenibile) possono essere fonte di confusione se sono prive di una definizione precisa; alcuni regolatori stanno fornendo direttive in merito. L'Agenzia statunitense per la protezione dell'ambiente ha ritenuto alcune ecoetichette fuorvianti nel determinare se un prodotto è veramente "green".
In Canada un'etichetta è quella dell'Environmental Choice Program, istituito nel 1988. Solo i prodotti approvati dal programma possono esibire l'etichetta.
Nel Messico vi sono diverse iniziative a sostegno dell'ambiente. È stato uno dei primi Stati ad approvare una legge specifica sul cambiamento climatico che fissa l'obiettivo di ridurre le emissioni di gas a effetto serra nazionali del 30% entro il 2020. Una strategia nazionale riguardo ai cambiamenti climatici ha lo scopo di guidare i politici nei prossimi 40 anni.

### Oceania
L'Energy rating label ("Etichetta di valutazione dell'energia") è un'etichetta di tipo III che fornisce informazioni sul "servizio energetico per unità di consumo energetico". È stata istituita nel 1986, ma dopo alcune consultazioni è stata reimpostata nel 2000.

### Asia
Il livello di ecosostenibilità di prodotti commercializzati è contrassegnato da vari colori: Diversamente dal verde nelle culture occidentali, all'aria e all'acqua pulite è associato il blu. Le vetture ibride giapponesi e coreane usano il colore blu invece del verde in tutto il veicolo, nonché la parola "blu" senza distinzioni.

### A livello internazionale
Energy Star è un programma che ha l'obiettivo primario di aumentare l'efficienza energetica, diminuendo indirettamente le emissioni di gas serra. Energy Star ha varie sezioni per diversi Stati o aree, tra cui gli Stati Uniti, l'Unione europea e l'Australia. Il programma, istituito in origine dagli Stati Uniti, esiste anche in Canada, Giappone, Nuova Zelanda e Taiwan.